# Rougemont, Doubs
Rougemont är en kommun i departementet Doubs i regionen Bourgogne-Franche-Comté i östra Frankrike. Kommunen ligger i kantonen Rougemont som tillhör arrondissementet Besançon. År 2022 hade Rougemont 1 012 invånare.

## Befolkningsutveckling
Antalet invånare i kommunen Rougemont
Referens:INSEE